# Gloydius lijianlii
Gloydius lijianlii — вид змій родини гадюкових (Viperidae). Вид є ендеміком східно-китайської провінції Шаньдун, де трапляється лише вздовж північного узбережжя.